# Hans Bär (der Jüngere)

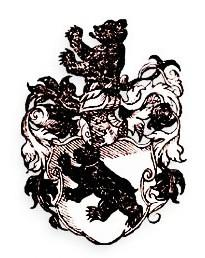
Wappen der Bär zu Basel

Hans Bär (auch Baer) der Jüngere (* um 1475 in Basel; † 14. September 1515 bei Marignano) war ein Tuchhändler, Ratsherr.und Zunftmeister in der Schweizer Stadt Basel.
Er war Mitglied der Basler Herrenzünfte zum Schlüssel, zu Hausgenossen und zu Safran
Als Fourier und Bannerherr nahm er an den Mailänderkriegen teil und fiel als Träger des Basler Banners in der Schlacht bei Marignano.

## Familie
Hans Bär war der Sohn von Hans Bär (* um 1440; † 1502) aus der Zeit Vaters 1. Ehe mit einer Tochter (Vorname nicht überliefert) Lupfried (* um 1450; † um 1484) von Theobald Lupfried (* um 1420) und der Maria Phunser.
Um 1505 heiratete Bär die Barbara Brunner (* um 1485; † 1531). Sie hatten fünf Mädchen.
Anna (* um 1505; † ?), Kleophea (* 1511; † 1557), Valeria (* um 1515; † um 1537), Ursula (* um 1513; † um 1547/1550), Salome (* 1515; † ?)

## Herkunft
Hans Bär entstammte einem elsässischen Geschlecht. Sein Grossvater und Vater hiessen ebenfalls Hans. Sie stammten aus Zabern, welches damals zum Römisch-Deutschen Reich gehörte. Erst 1468 erhielt Vater Hans Bär (* um 1440) das Basler Bürgerrecht.

## Wirken

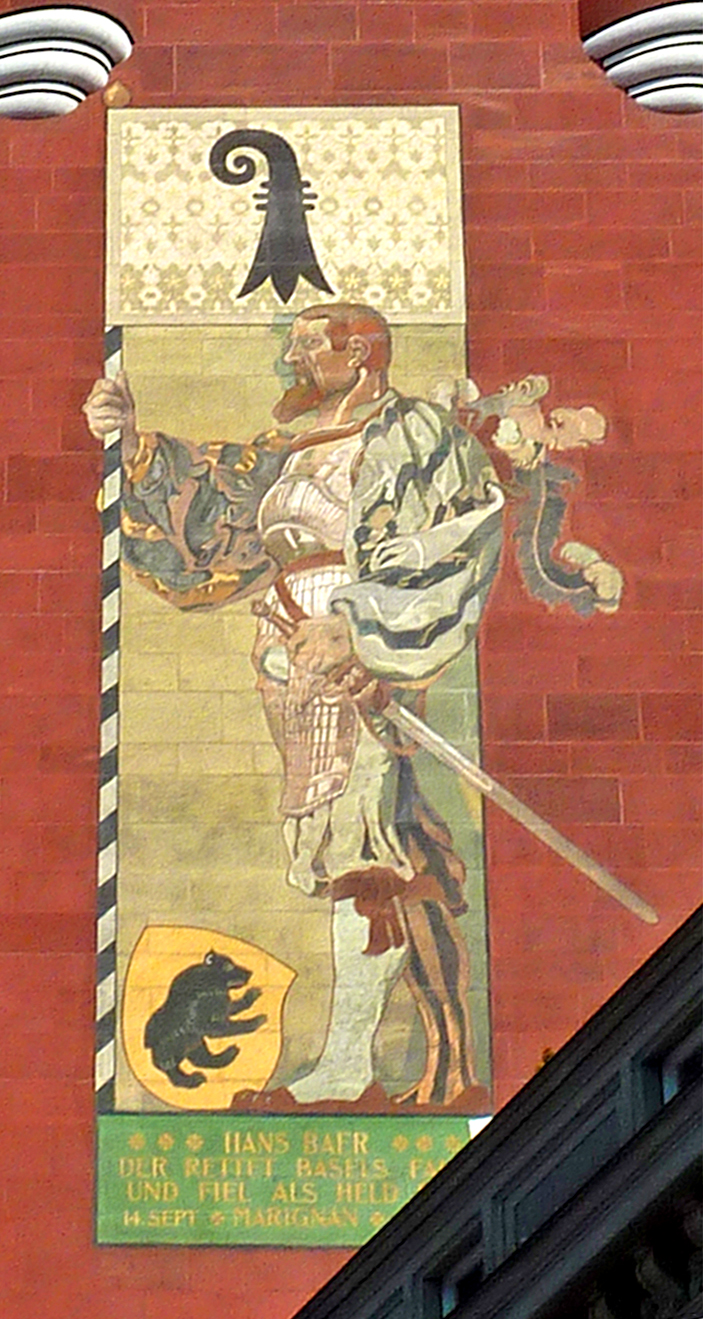
Wilhelm Balmer 1901: Jugendstil-Darstellung des Hans Bär am Basler Rathaus, Untertitel: «Hans Baer der rettet Basels Fahn» und fiel als Held in Marignan 14. Sept. 1515

Als der Vater von Hans Bär 1502 starb, wurde Sohn Hans einer der Hauserben. Um 1504 stiftete er gemeinsam mit seinem Halbbruder Hieronymus zwei Fenster für die im Umbau befindliche Gästekammer der Kartause Kloster St. Margarethental in Kleinbasel. Hans Bär konnte mit seiner Frau Barbara im Jahr 1507 für 700 Gulden von den Erben von Hans Jungermann das Basler Haus «zum goldenen Falken» (Freie Strasse 9) erwerben.
Der Tuchhändler Hans Bär war Mitglied der Basler Herrenzünfte zu Safran (1504) und zum Schlüssel (1504). 1513 wurde der wohlhabende Bär zusätzlich zünftig zur Herrenzunft zu Hausgenossen. Er wurde Säckelmeister der Zunft und Ratsherr.
Schon um 1500 hatte Bär eine proeidgenössische Gesinnung. Für einen Zunftherrn der Zunft zum Schlüssel war die Leistung von Kriegsdiensten eine Pflicht. Ab 1511 unterstützten die Eidgenossen die als Mailänderkriege benannten Kampfhandlungen gegen die Feinde von Papst Julius II. Bereits beim Winterfeldzug 1511 gegen Mailand war Hans Bär beteiligt. Er nahm an der Schlacht bei Novara (1513) als Fourier teil.
Ende Juni 1515 zog Hans Bär als Bannerträger mit einem Basler Kontingent nach Norditalien, in Richtung Mailand. Hans Bär fiel als Basler Bannerträger in der Schlacht von Marignano am 14. September 1515.
Christian Wurstisen (* 1544; † 1588) schrieb 1580 in seiner «Basler Chronik», dass Zeugen, die in der Schlacht gewesen waren, erzählten, dass ein Projektil eines schweren Geschützes Bär beide Schenkel zerrissen habe. Im Angesicht des nahen Todes soll der zu Boden gesunkene Hans Bär das Banner an den dabeistehenden Basler Georg Werlin übergeben haben. Weitere Überlieferungen besagen, dass Bär das Fahnentuch von der Stange gerissen habe und Werlin dieses unter seiner Kleidung verbarg und es nach Basel brachte.

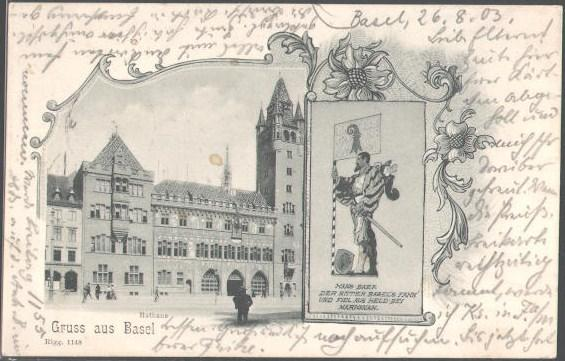
Basler Ansichtskarte 1903: Rathaus und Darstellung von Hans Bär, der das Basler Banner trägt

Gedenkfeiern zu Ehren Hans Bärs fanden im Basler Münster, in der Martinskirche und in der Franziskaner Klosterkirche statt.

## Der Holbein-Tisch
Hans Bär hatte noch im Frühjahr 1515 eine Tischplatte mit den Wappen der Familien Bär und Brunner in Auftrag gegeben. Ausser den Wappen wurde auch der Niemand der Übles tut, die Geschichte vom bestohlenen Krämer und die Lustbarkeiten des Lebens dargestellt.
Diese Arbeit wurde früher irrtümlicherweise Hans Holbein dem Jüngeren (* 1497/98; † 1543) zugeschrieben, daher wurde er als „Holbein-Tisch“ bekannt. Aufgrund neuerer Forschung wurde jedoch Hans Herbst (1470–1552) als der ausführende Künstler ermittelt.
Der Tisch kam als Geschenk 1633 an die Burger-Bibliothek Zürich und ist heute beim Landesmuseum Zürich in Verwahrung.